# Faustí Planàs Mora
Faustí Planàs Mora (Reus, 29 d'agost de 1862 - Alforja, 10 de maig 1901) va ser un escriptor i periodista català.
Fou germà del músic Miquel Planàs Mora.
L'historiador de la cultura reusenca Joaquim Santasusagna explica que va intervenir molt activament a la vida política i literària de Reus, encara que, pel fet de ser secretari municipal primer de Vila-seca i després d'Alforja, no residia en aquesta ciutat. Va estar present en tots els actes i va signar en tots els periòdics del seu temps. Escriptor en prosa i en vers, col·laborava en fulls solts, en presentacions de vetllades i en publicacions, i era present en tots els actes d'esperit catalanista i progressista. Membre de la Unió Catalanista, va ser delegat a la Segona Assemblea d'aquesta entitat, celebrada a Reus. El 1884 va ser un dels signants del manifest de constitució de l'Associació Catalanista de Reus.
Col·laborà a Lo Campanar de Reus, Las Circunstancias, El Reusense, Lo Somatent, La Veu del Camp, El Imparcial Reusense, Reus Artístich, La Correspondencia de Reus, Diario de Reus, i d'altres de la comarca.
Va publicar poesies, narracions, un tractat de comptabilitat i l'obra de teatre Entre espasa i paret. Reus: Estampa de Sabater, 1885, un monòleg en vers de caràcter nacionalista.